# Buskklippsmyg
Buskklippsmyg (Xenicus longipes) är en utdöd fågel i familjen klippsmygar inom ordningen tättingar. IUCN kategoriserar arten som utdöd.
Arten levde i täta skogar och mer öppna buskskogar. Den hade sin nest på marken.
Som orsak för artens utdöende utpekas introducerade fiender. Det sista exemplaret iakttogs 1972.
Buskklippsmyg delas in i tre underarter:
- Xenicus longipes stokesii – förekom tidigare på Nordön (Nya Zeeland). Utdöd ca 1850
- Xenicus longipes longipes – förekom tidigare i bergsskogarna på Sydön (Nya Zeeland). Förmodligen utdöd
- Xenicus longipes variabilis – förekom tidigare på mindre öar utanför Stewart Island (Nya Zeeland). Förmodligen utdöd

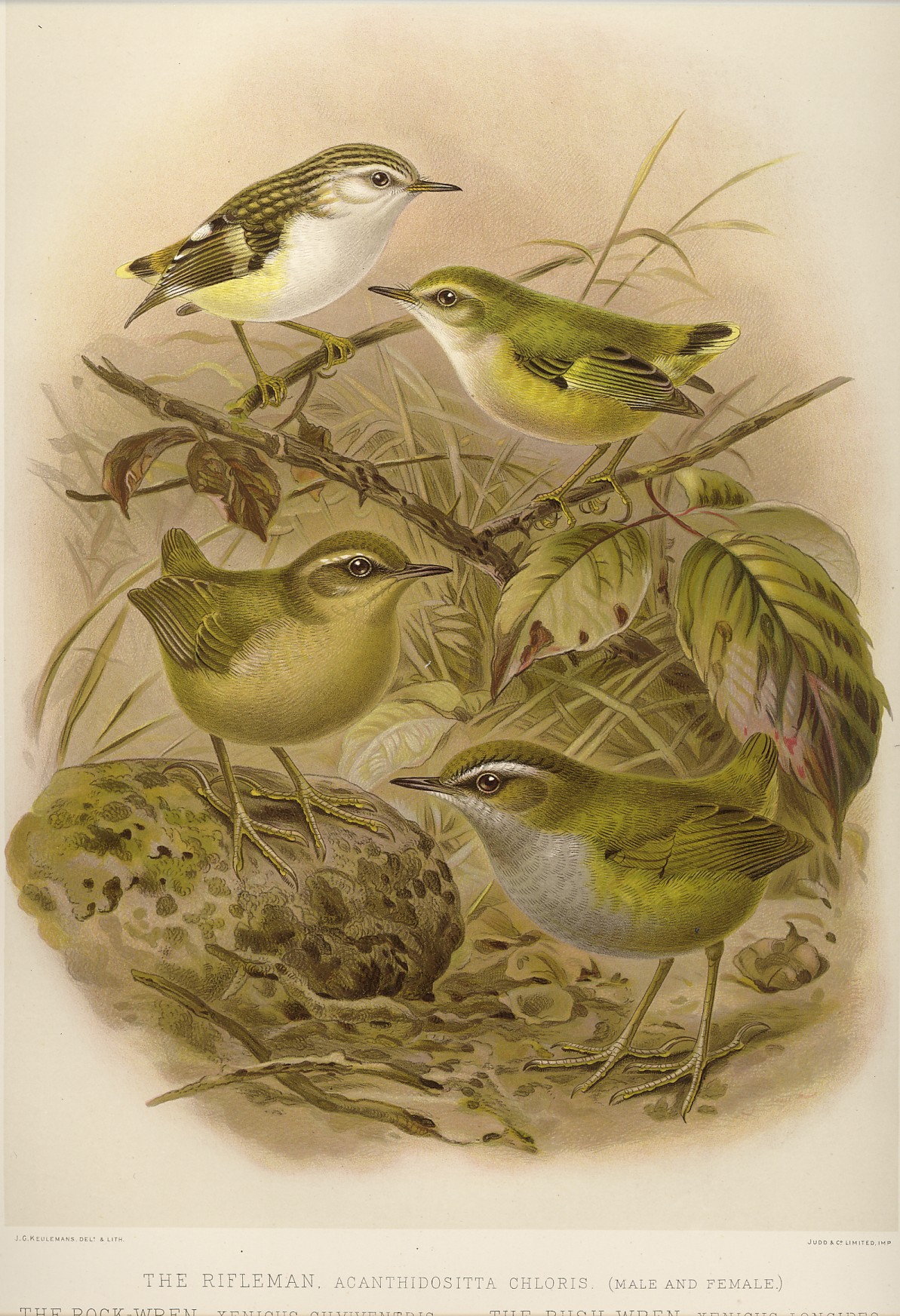
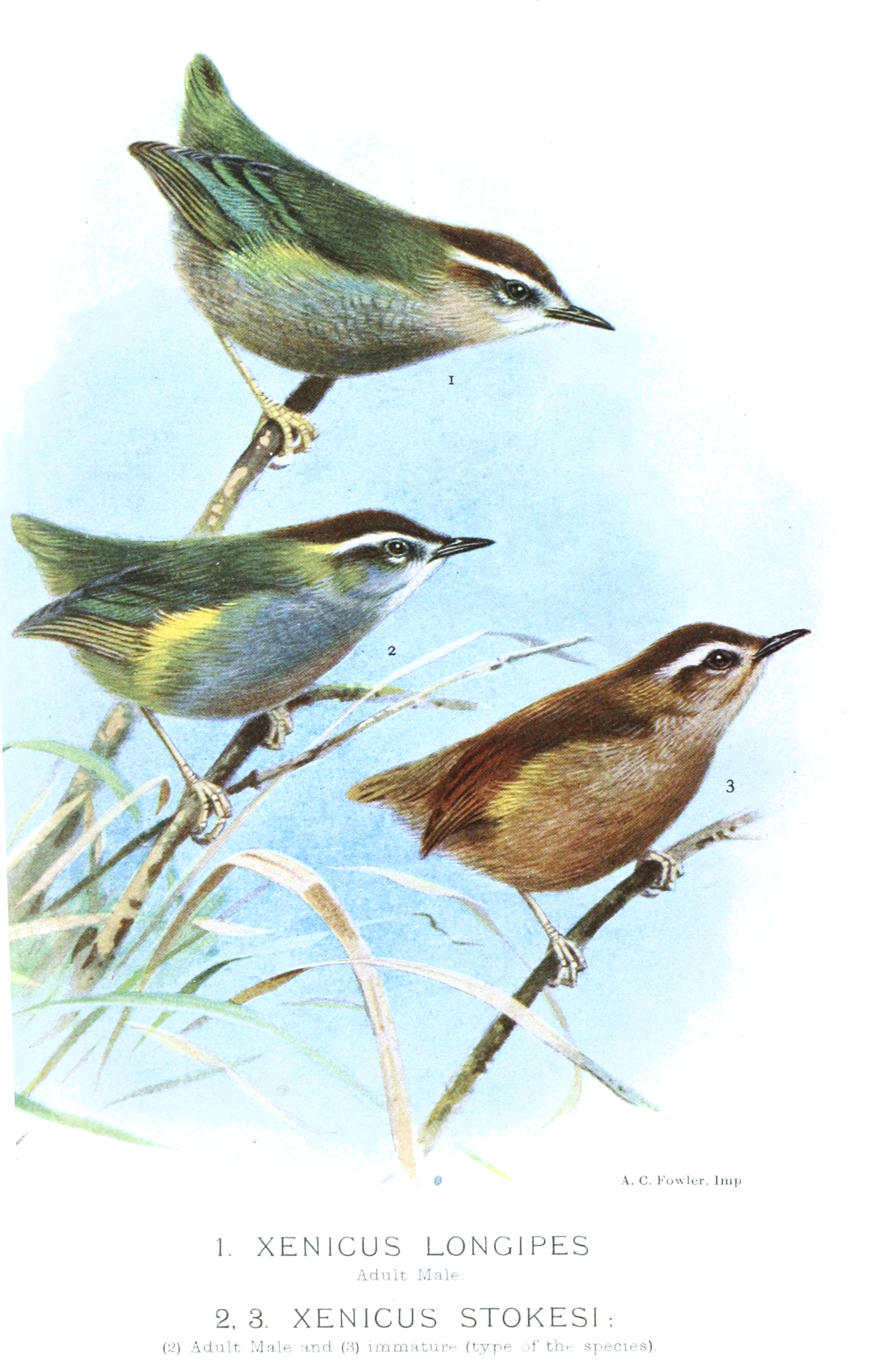
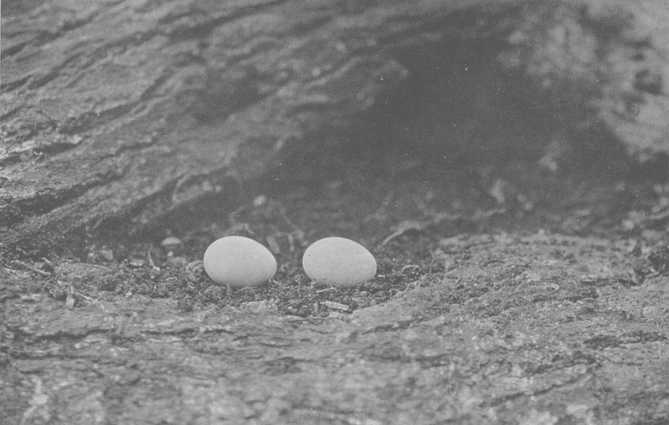
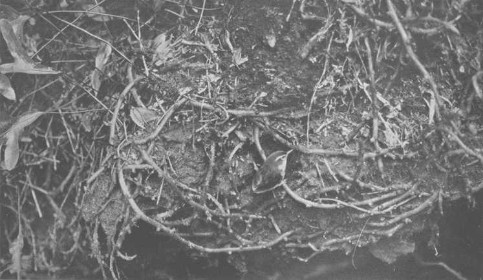
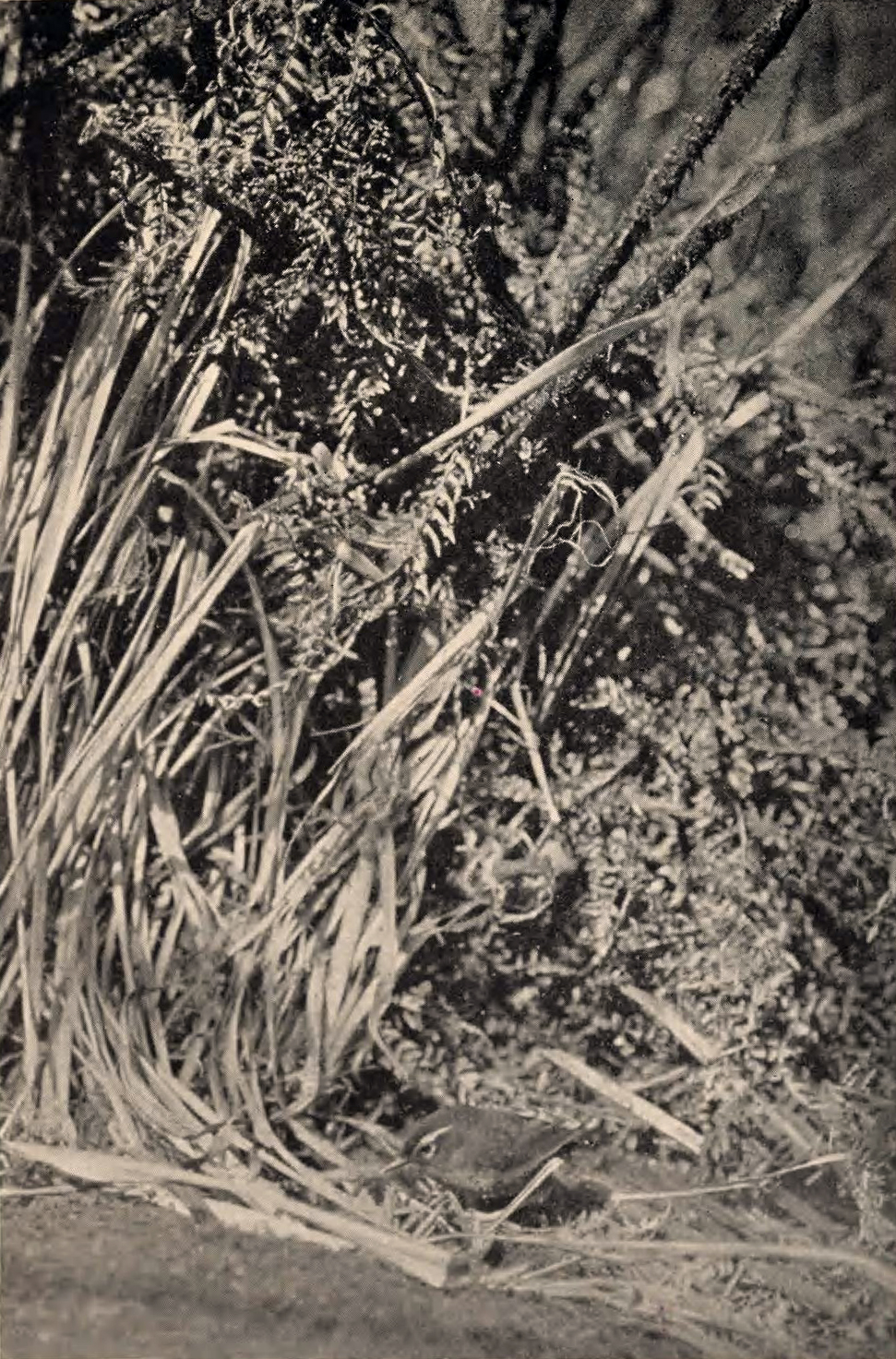